# Christian Lippens
Pour les articles homonymes, voir Lippens.
Christian Lippens, né le 13 septembre 1930 à Laethem-Saint-Martin (province de Flandre-Orientale) et mort le 15 décembre 2016 à Périgueux (Nouvelle-Aquitaine), est un illustrateur et dessinateur belge francophone, connu pour sa participation au studio Graton et aux bandes dessinées Michel Vaillant et Julie Wood.

## Biographie
Christian Lippens naît le 13 septembre 1930 à Laethem-Saint-Martin.
Sa signature apparaît pour la première fois aux côtés de celle de Dino Attanasio pour un gag de Modeste et Pompon publié dans le no 22  de Tintin en 1963.
Il commence à publier des illustrations documentaires dans Le Soir-Jeunesse, rubrique jeunesse hebdomadaire du mercredi dans le journal Le Soir dans les années 1960. Il y publie sporadiquement quelques séries dont notamment La Marie Vaillante. Trois courts récits seront replacés dans Samedi-Jeunesse en 1970. Pour ce même périodique, il illustre encore la rubrique Ils nous survolent de M. Debacker de 1972 à 1973.
Christian Lippens devient l'assistant du dessinateur de bande dessinée Jean Graton dans les années 1970 et entame une longue collaboration. Il dessine les décors des bandes dessinées Michel Vaillant et Julie Wood. Il dessine notamment la couverture de l'album K.O. pour Steve Warson. 
Il réalise également une bande dessinée sur le cycliste Eddy Merckx, Les Fabuleux Exploits d'Eddy Merckx avec le scénariste Yves Duval pour Arts & Voyages Gamma en 1973. L'album est un mélange entre une bande dessinée de célébrités et un aperçu biographique de la carrière de Merckx jusqu'à ce moment-là. Cela commence par la victoire de son premier championnat amateur en 1964 et se termine par la victoire du record du monde de l'heure en 1972 au Mexique. En 1979, il dessine avec Scott Wood La Moto : conduite et sécurité scénarisée par le journaliste Jean-Claude Bargetzi publié dans la collection « La bande dessinée pratique » aux Éditions Albin Michel.
Au cours de ses dernières années, il vit dans un château dans la région du Périgord en France.
Il meurt le 15 décembre 2016 à Périgueux, à l'âge de 86 ans.

## Œuvres

### Albums de bande dessinée

#### Au Studio Graton

##### Dossiers Michel Vaillant
Les Dossiers Michel Vaillant est une série consacrée à une personnalité du monde des sports mécaniques.
- 2. Jacky Ickx - L'enfant terrible, Graton éditeur, Bruxelles, juin 1996
Scénario : Jean Graton, Philippe Graton - Dessin : Jean Graton, Daniel Bouchez, Christian Lippens, Guillaume Lopez - Couleurs : quadrichromie -  (ISBN 2-87098-027-2)
- 3. McQueen - L'homme mécanique, Graton éditeur, Bruxelles, avril 1997
Scénario : Jean Graton, Denis Asselberghs - Dessin : Jean Graton, Daniel Bouchez, Jean-Luc Delvaux, Christian Lippens, Marc Pierard - Couleurs : quadrichromie -  (ISBN 2-87098-029-9)
- 4. Honda - 50 ans de passion, Graton éditeur, Bruxelles, février 1998
Scénario : Jean Graton, Philippe Graton - Dessin : Jean Graton, Daniel Bouchez, Jean-Luc Delvaux, Christian Lippens, Guillaume Lopez - Couleurs : Frank Brichau, Véronique Grobet -  (ISBN 2-87098-029-9)

#### One shots
- Les Fabuleux Exploits d'Eddy Merckx, Arts & Voyages Gamma, coll. « Bandes Dessinées Vidéo », Tournai, 1973
Scénario : Yves Duval - Dessin : Christian Lippens - Couleurs : quadrichromie
- La Moto : conduite et sécurité, Éditions Albin Michel, coll. « La bande dessinée pratique », Paris, 1979
Scénario : Jean-Claude Bargetzi - Dessin : Christian Lippens, Scott Wood - Couleurs : quadrichromie -  (ISBN 2-226-00742-3),Format à l'italienne.

#### Albums publicitaires

##### Une aventure de Gil et Joanne
- 2. Racing Fever, Inpra, novembre 1983
Scénario : Denis Asselberghs - Dessin : Christian Lippens, André Osi, Clovis - Couleurs : quadrichromie,album publicitaire pour les cigarettes Bastos.

### Revues et journaux

#### Samedi-Jeunesse
- Au secours de la Marie-Vaillante,	scénario et dessin : Christian Lippens, récit complet de 10 planches, no 148, 1970
- Le Messager du Cosmos, scénario et dessin : Christian Lippens, récit complet de 11 planches, no 148, 1970
- Le Cas étrange d'Arthuro Prim, scénario et dessin : Christian Lippens, récit complet de 11 planches, no 150, 1970.

#### Record
- Plongeon pour une amitié[9], avec Daniel Bouchez, récit complet de 8 planches publié dans Record, no 113, 1971.